# Закладне
Закладне́ (рос. Закладное) — село у складі Романовського району Алтайського краю, Росія. Адміністративний центр та єдиний населений пункт Закладинської сільської ради.

## Населення
Населення — 847 осіб (2010; 1077 у 2002).
Національний склад (станом на 2002 рік):
- росіяни — 87 %